# 야마무라 가즈야
야마무라 가즈야(일본어: 山村 和也, 1989년 12월 2일 ~ )는 일본의 축구 선수이다.

## 구단 경력
그는 2012년부터 J리그의 가시마 앤틀러스, 세레소 오사카, 가와사키 프론탈레에서 뛰었다.

## 국가대표팀 경력
그는 2010년 AFC 아시안컵 예선에 참가할 일본 국가대표팀에 발탁되었으며, 1월 6일 예멘와의 경기에서 데뷔했다.
그는 2010년 아시안 게임에 참가할 일본 U-23 국가대표팀에 발탁되었으며, 은메달 획득에 기여했다. 2012년 하계 올림픽에도 출전, 3경기에 출전, 4강 진출 기여했다.

## 통계
| 일본 | 일본 | 일본 |
| 연도 | 출전 | 득점 |
| ---- | ---- | ---- |
| 2010 | 1    | 0    |
| 통산 | 1    | 0    |